# 連邦取引委員会
連邦取引委員会（れんぽうとりひきいいんかい、Federal Trade Commission、略称: FTC）は、アメリカ合衆国における公正な取引を監督・監視する連邦政府の機関である。現在は俗に独占禁止当局ともいう。同国の競争法にあたるシャーマン法、クレイトン法などの反トラスト法の規範に基づき、商業活動に関わる不公正な競争手段と、商業活動に関わる不公正または欺瞞的な行為または慣行を、人・団体・または法人が行わないようにするための権限と責務を与えられている。

## 概要

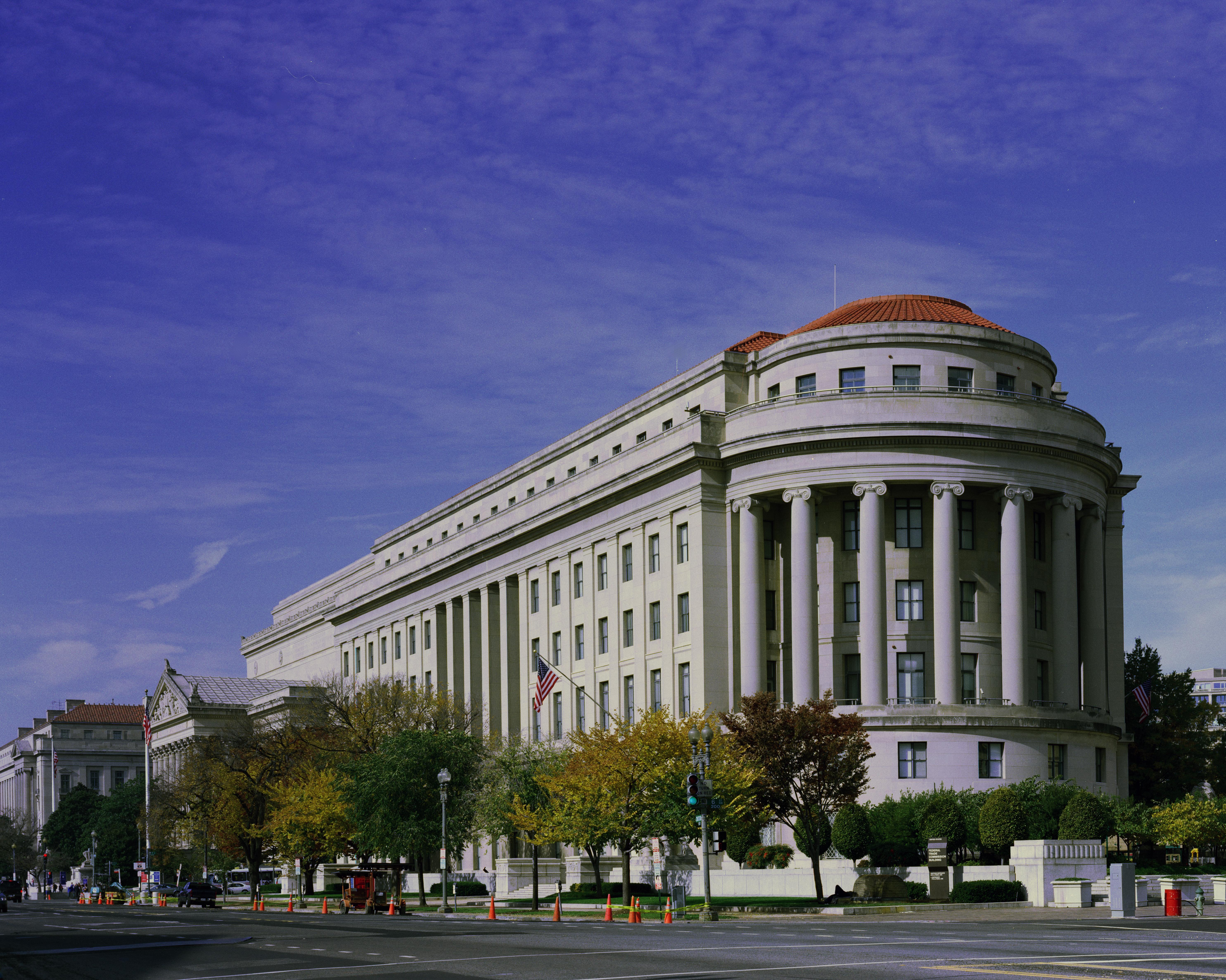
Apex Building（1938年建設のFTC本部）ワシントンDC

ノーザン・セキュリティーズの解体を立法事実としたFTC法（Federal Trade Commission Act of 1914）に基づいて、1914年に商務省（Commerce Department）の企業局（Bureau of Corporations）から独立する形で設置された。
元々FTC設立時には、当時の反競争的状況を防ぐ取組の一環として、不公正な方法による取引を防ぐことが主な目的とされていた。その後、FTCに反競争的行為を監督するより広い権限を与える法律が制定され、1938年には第5条に「不公正または欺瞞的な行為または慣行」の禁止規定が追加された。それ以降、FTCは消費者保護全般を所掌するようになり、1975年には産業全体の取引規制に関するルール策定権限が付与されている。この他、消費者プライバシー、児童プライバシーといった個別分野も扱う。

## 鞘取りの味方
アイヴァン・ボウスキーとマイケル・ミルケンそれぞれが逮捕される間に、FTCは[[鞘取り]]に同調する政策を採った。
第一に、連邦準備制度理事会と連邦預金保険公社と通貨検査官の三者は、銀行規制機関として、加盟銀行に対する当時の最小必要資本金をリスク・ベースの基準に置き換えようと提案していた。1986年、FTCは投資機会が減ると述べて反発し、代わりに預金保険プレミアム制を主張した。第二として、証券取引委員会がテンダー・オファーとその後の一定期間、第三者による株式取得を制限すべきであると提案した。FTCは、そうやって鞘取りの転売を制限すると、標的にされた会社の株主が損害を被ると主張した。そして第三に、銀行持株会社が貯蓄貸付組合のような貯蓄金融機関の買収および経営を連邦準備制度が一般的な禁止政策を修正すべきかという論点があった。1988年、FTCは一般的に認めろと主張した。1989年の「金融機関の改革、復興、推進法」（Financial Institutions Reform, Recovery, and Enforcement Act of 1989）により、銀行持株会社による貯蓄金融機関の買収を認可する権限が正式に連邦準備制度へ与えられた。そして実際に買収は認可されていった。

## M&Aに対する判断
FTCは、大型M&Aについても判断を下すが、しばしば業界の寡占化や節税などを目的とした事案を阻止する動きも取る。
- 1979年の米シェルによるBellridge Oil買収を承認。
- 1999年12月、米石油最大手のエクソンによる同第二位のモービルの買収を、ガソリンスタンドや石油精製所などの一部売却を条件に承認、世界最大手のエクソン・モービルが誕生。
- 2002年5月、ヒューレット・パッカード（HP）によるコンパック買収を承認。
- 2006年10月、米Googleによるビデオ共有サイトYouTubeの買収を承認。
- 2015年4月、米ケーブルテレビ最大手コムキャストと同大手タイム・ワーナー・ケーブルを拒否、断念。
- 2015年7月、米通信大手AT&Tと米有料衛星放送最大手ディレク・ティービーの合併計画を条件付で承認。
- 2015年10月、米ハードディスク(HDD)製造大手のウェスタン・デジタルによるメモリ製造大手のサンディスクの買収を承認。
- 2016年4月、米文具小売り大手のステープルズとオフィス・デポとの合併を拒否、断念。(1997年にも拒否)
- 2016年4月、米石油サービス大手のハリバートンが同じく大手のベイカー・ヒューズの買収を拒否、断念。
- 2016年4月、米製薬大手ファイザーがアイルランドの同業アラガンの買収を断念。
- 2023年4月、MetaによるVRアプリ開発企業のウィジンの買収阻止に失敗
- 2023年7月、マイクロソフトによるアクティビジョン・ブリザードの買収阻止に失敗(その後も買収阻止のために動いていたが、2024年6月に正式に断念)